# Phạm Hồng Thái
Phạm Hồng Thái, tên khai sinh là Phạm Thành Tích (chữ Hán: 范鴻泰; 14 tháng 5, 1895 – 19 tháng 6, 1924), là một nhà hoạt động trong Phong trào Đông Du và là người đặt bom ám sát Toàn quyền Đông Dương Martial Merlin vào ngày 19 tháng 6 năm 1924.

## Tiểu sử
Tên thật của ông là Phạm Thành Tích (范成績), quê ở xã Châu Nhân, huyện Hưng Nguyên, tỉnh Nghệ An, là con quan Huấn đạo Phạm Thành Mỹ. Ông cùng với một nhóm thanh niên có tâm huyết theo Vương Thúc Oánh (thành viên Việt Nam Quang phục Hội) vượt biên qua Xiêm (Thái Lan) rồi sang Quảng Châu (Trung Quốc) khoảng cuối năm 1918. Tháng 4 năm 1924, ông gia nhập tổ chức Tâm Tâm Xã do Hồ Tùng Mậu và Lê Hồng Sơn thành lập. Nhóm này chủ trương bạo động.

## Ám sát Toàn quyền Đông Dương
Ngày 19 tháng 6 năm 1924, sau khi viết bản cáo trạng tố cáo tội ác của thực dân Pháp đến nhân dân toàn thế giới, ông giả dạng ký giả vào Khách sạn Victoria tại tô giới Sa Diện ở Quảng Châu để ám sát toàn quyền Đông Dương Martial Henri Merlin. Merlin lúc bấy giờ đang trên chuyến công du sang Nhật để điều đình việc trục xuất các nhà cách mạng Việt Nam. Trên đường từ Nhật về Đông Dương, Merlin dừng lại thăm khu tô giới của Pháp ở Quảng Châu và định dự tiệc đêm 19 tháng 6 năm 1924. Tổ chức Tâm Tâm Xã muốn giết viên thực dân này để gây thanh thế. Vì ông được sự hỗ trợ của Lê Hồng Sơn nên đã nhận nhiệm vụ thực hiện sứ mạng này. Trong bữa tiệc ông đã quăng một quả lựu đạn được ngụy trang trong một chiếc máy ảnh vào giữa bàn tiệc. Tuy nhiên vụ mưu sát không thành, Merlin chỉ bị thương nhẹ và thoát chết, dù vậy có năm doanh nhân Pháp tử thương là Pelletier, Rougeau, Gérin và vợ chồng Desmarets. Phạm Hồng Thái thoát được khỏi khách sạn nhưng bị truy đuổi gắt gao. Vì không muốn bị bắt nên ông đã nhảy xuống dòng Châu Giang và bị nước cuốn trôi vì kiệt sức. Sự kiện này được nêu tên gọi "Tiếng bom Sa Diện", đã làm chấn động thời sự trong vùng.
Ông được người Trung Quốc an táng tại nghĩa trang liệt sĩ Hoàng Hoa Cương ở Quảng Châu.
Hay tin ông hy sinh, Trần Huy Liệu lúc đó đang làm báo ở Sài Gòn đã cảm khái:
Ngồi trông non nước dạ không đành
Nên nhắc đồng cân chữ tử sinh
Một tiếng lôi đình kinh vũ trụ
Tấm gương trung nghĩa động thần linh
Chiếc thân đã gửi cho dòng nước
Trong sử còn ghi mãi tính danh
Hết chuyện thương cho đồ chó chết
Chết mà như bác chết quang vinh.

## Vinh danh

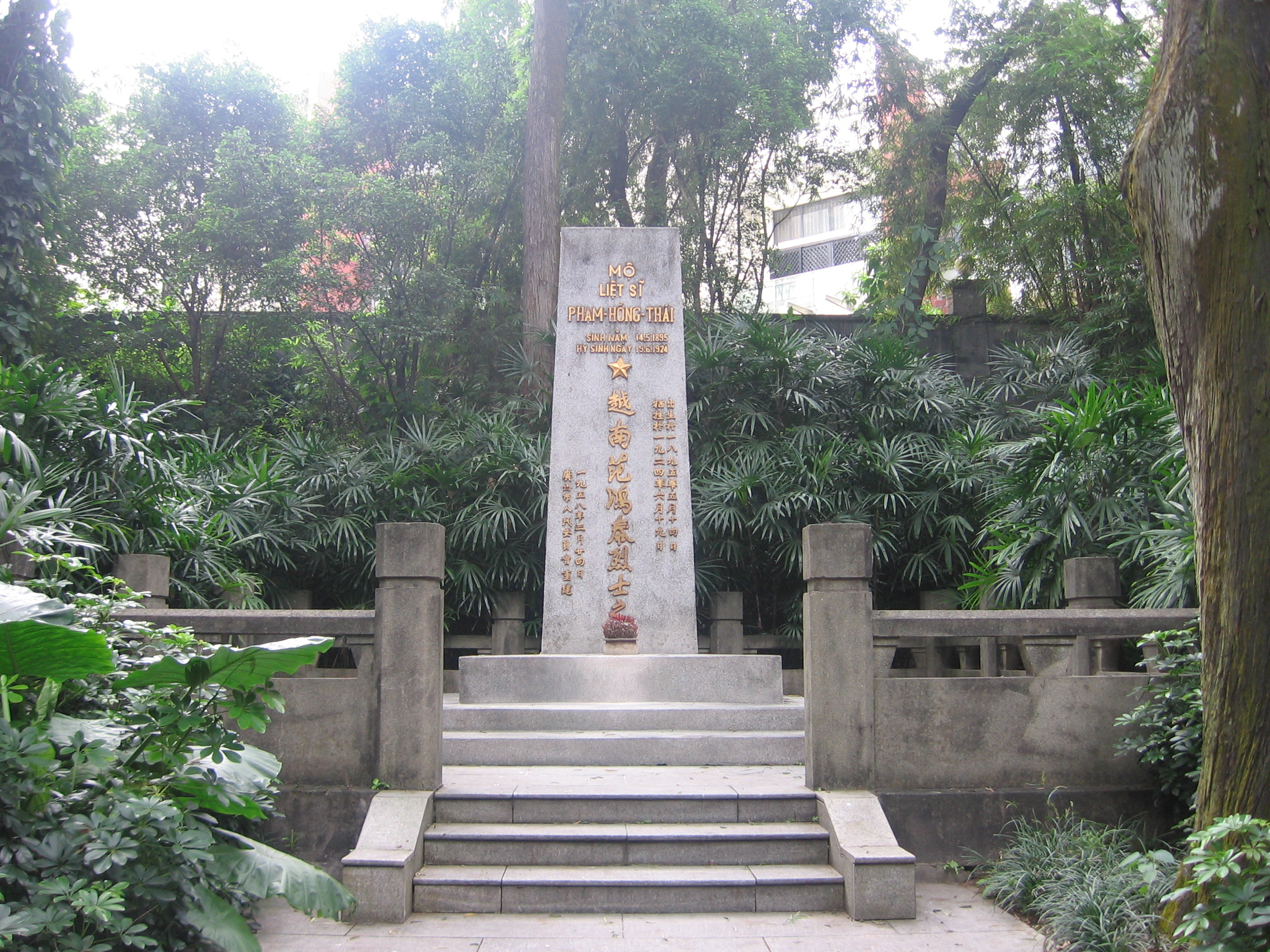
Mộ Phạm Hồng Thái tại Công viên Hoàng Hoa cương, Quảng Châu, Trung Quốc.

Sau khi qua đời, Phạm Hồng Thái được chôn cất trong một ngôi mộ tại Nhị Vọng cương (二望岗) ở Quảng Châu, Trung Quốc. Ngôi mộ này được xây theo hướng Tây Nam để quay về phía Việt Nam quê hương của Phạm Hồng Thái. Sau này do nhu cầu thay đổi quy hoạch vào năm 1958, trong một buổi lễ với sự hiện diện của gia quyến Phạm Hồng Thái và ông Cao Hồng Lãnh - đại diện Đảng Lao động Việt Nam, mộ của Phạm Hồng Thái đã được dời về Công viên Hoàng Hoa cương ở Quảng Châu vốn là nơi chôn cất 72 chiến sĩ Trung Quốc Đồng minh Hội thiệt mạng trong cuộc Nổi dậy Hoàng Hoa cương ngày 27 tháng 4 năm 1911. Hiện nay tại Quảng Châu, mộ Phạm Hồng Thái đã được xếp hạng Di tích lịch sử văn hóa cấp thành phố và thường xuyên được người Việt Nam cũng như Trung Quốc thăm viếng.
Tại Việt Nam, đã có nhiều đường phố hoặc trường học ở các địa phương được đặt theo tên ông để vinh danh, như tại:
- Phường Bến Thành, Quận 1, Thành phố Hồ Chí Minh
  - Trước 1975: đường Phạm Hồng Thái của tỉnh Gia Định là một đoạn đường Trường Chinh, quận Tân Bình ngày nay, bắt đầu từ ngã tư Bảy Hiền.
- Phường Vĩnh Thanh Vân, thành phố Rạch Giá, Kiên Giang
- Phường 7, thành phố Vũng Tàu, Bà Rịa - Vũng Tàu
- Phường Đoàn Kết, thị xã Ayun Pa, Gia Lai
- Phường Vĩnh Ninh, thành phố Huế
- Phường Đồng Phú, thành phố Đồng Hới, Quảng Bình
- Phường Vân Giang, thành phố Ninh Bình, Ninh Bình
- Phường Quang Trung, thị xã Sơn Tây, Hà Nội
- Phố Phạm Hồng Thái, phường Trúc Bạch, quận Ba Đình, Hà Nội
- Trường Trung học phổ thông Phạm Hồng Thái, phường Cống Vị, quận Ba Đình, Hà Nội.
- Trưởng Tiểu học Phạm Hồng Thái, Xã Đại Lào, thành phố Bảo Lộc, Lâm Đồng
- Xã Đại Lào, thành phố Bảo Lộc, Lâm Đồng
- Thị trấn Lộc Thắng, huyện Bảo Lâm, Lâm Đồng

## Hậu duệ
Phạm Hồng Thái là chú ruột của Trung tướng Phạm Hồng Sơn, một sĩ quan cấp cao trong Quân đội nhân dân Việt Nam.